# Клод Жансак
Клод Жансак (фр. Claude Gensac; 1 березня 1927, Асі-ан-Мюльтьян, Франція — 27 грудня 2016, Париж, Франція) — видатна французька акторка театру та кіно. Була партнеркою Луї де Фюнеса на екрані в багатьох фільмах.

## Біографія
Повне ім'я — Клод Жанна Малка Жансак. Закінчила Вищу національну консерваторію драматичного мистецтва.
Дебютувала в кіно і на телебаченні в драматичних ролях. Першим фільмом Клод Жансак стала стрічка режисера Саши Гітрі «Життя порядної людини» (1952), де акторка виконала роль покоївки Евелін. У 1966 році зіграла у фільмі Жана Делануа «Султани». З 1952 року — акторка паризьких театрів.
У 1952 році відбулося знайомство Клод Жансак з Луї де Фюнесом, який сказав акторці: «Я хочу, щоб ви грали у всіх моїх фільмах, Ви приносите мені успіх». Клод Жансак згодом зіграла в десяти комедіях з великим французьким коміком, в яких переважно грала ролі його дружин, серед найбільш відомих: Ізабель Боск'є в «Великих канікулах» (1967, режисер Жан Жиро), Жермен Барньє в «Оскарі» (1967, режисер Едуар Молінаро), Едмен в «Замороженому» (1967, режисер Едуар Молінаро), Маргарита в стрічці Клода Зіді «Крильце чи ніжка» (1976), Фросина в екранізації п'єси Мольєра «Скупий» (1979, режисери Луї де Фюнес і Жан Жиро), в серії фільмів про жандарма Крюшо виконала роль Жозефи.
Клод Жансак активно знімалася в телесеріалах: Танті Кларисс — «Під сонцем Сен-Тропе» (1996—2008), Гренелль — «Марк і Софі» (1987). В театрі з великим успіхом грала комедійні ролі літніх дам. З 1975 року працювала в театрі Едуарда VII, з 1977 року — акторка паризького театру «Marigny».
У 2001 році виконала роль Мамі Муссон в комедії Габріеля Ажіона «Розпусники» за участю Жозіан Баласко і Наталі Бей.
У 2005 році Клод Жансак випустила книгу зі спогадами «Мої м… це легше сказати!».

## Вибіркова фільмографія
- Життя порядної людини (1952)
- Італійська коханка (1966)
- Великі канікули (1967)
- Оскар (1967)
- Жандарм одружується (1968)
- Заморожений (1969)
- Жандарм на відпочинку (1970)
- Джо (1971)
- Крильце чи ніжка (1976)
- Скупий (1980)
- Суп з капустою (1981)
- Жандарм та жандарметки (1982)
- 22 кулі: Безсмертний (2010)
- Баден-Баден (2016)
- Наші божевільні роки (2017)